# Proclamação da Independência da Índia
A Proclamação da Independência da Índia ocorreu por meio do "Ato de Independência Indiano de 1947", que passou a produzir efeitos em 15 de agosto de 1947.

## Cronologia
O processo de independência da Índia se registrou com os seguintes acontecimentos:
Em 1858 ocorreu na Índia a Revolta dos Sípaios, que culminou na coroação da Rainha Vitória como imperatriz dos indianos. O domínio da Índia não foi uma tarefa fácil. Contudo, a ausência de um governo centralizado e a existência de uma sociedade de castas facilitaram a penetração britânica.
A partir da década de 1920, Mahatma Gandhi e Jawaharlal Nehru, com apoio da burguesia e do Partido do Congresso, começaram a liderar o movimento de independência. Gandhi pregava a desobediência civil e a não violência como meios de rejeição à dominação britânica. A perda do poder econômico pelo Reino Unido após a Segunda Guerra Mundial retirou as condições para manter a dominação da Índia.
Em 1947, os britânicos reconheceram a independência indiana. Isso levou, em função das rivalidades religiosas, à criação da União Indiana, governada por Nerhu, e do Partido do Congresso, com maioria hinduísta; e do Paquistão (Ocidental e Oriental) governado por Ali Jinnah, e da Liga Muçulmana com maioria islamita.
A independência da Índia ocorre devido um processo de lutas nacionalistas, permeadas pelas divergências religiosas entre hinduístas e muçulmanos, que levou em 1948 ao assassinato de Gandhi.
Desde 1947, o subcontinente indiano é atormentado por conflitos entre Índia e Paquistão.

## Ligações Externas
- «Poema do escritor goês Augusto do Rosário Rodrigues sobre o 15 de Agosto 1947»